# Obitelj Kremenko
Obitelj Kremenko (engl. The Flintstones) američka je animirana serija stvorena u studiju Hanna-Barbera i premijerno prikazivana na televizijskoj postaji ABC od 30. rujna 1960. do 1. travnja 1966. Sadrži 166 epizoda raspoređenih u 6 sezona (28 + 32 + 28 + 26 + 26 + 26).
Jedna je od najuspješnijih animiranih televizijskih serija svih vremena. Inspirirana je igranim sitcomom The Honeymooners iz 1950-ih.

## Radnja i glavni likovi
U seriji se prate dogodovštine dviju prijateljskih prapovijesnih obitelji iz Kamengrada (Bedrocka). To su:
- obitelj Kremenko – Fred (radnik u kamenolomu), Wilma (njegova žena, kućanica), Šljunčica/Kamenčica (engl. Pebbles, njihova kći) i Dino (pasosaur, njihov kućni ljubimac)
- obitelj Kamenko – Barney (Fredov najbolji prijatelj, nije poznato čime se točno bavi), Betty (Barneyjeva žena, kućanica, Wilmina prijateljica), Bamm-Bamm (njihov sin) i Hoppy (njihov kućni ljubimac).

Fred Kremenko radi kao razbijač kamenja. Samouvjeren je, voli podcjenjivati Vilmu. Strast mu je ribolov udičarenjem, kuglanje i igranje biljara. Često ispada sebičan i arogantan. Jako voli jesti rebra i jaja brontosaura.[provjeriti]

## Spin-offovi

### Dugometražni animirani filmovi
- Čovjek zvan Kremenko (engl. The Man Called Flintstone) (1966.)
- A Flintstone Christmas (1977.)
- Flintstones Little Big League (1978.)
- Flintstones Meet Rockula and Frankenstone (1979.)
- Obitelj Jetsons susreće obitelj Kremenko (engl. The Jetsons Meet the Flintstones) (1987.)
- I Yabba-Dabba Do! (1993.)
- Hollyrock-a-Bye Baby (1993.)
- Kremenkovi slave Božić (A Flintstone Family Christmas) (1993.)
- Kremenko: Božićna pjesma (engl. A Flintstones Christmas Carol) (1994.)

### Animirani serijali
- Fred i Barney show (engl. The New Fred and Barney Show) (1979.)
- Flintstone Frolics (1980.)
- The Flintstone Kids (1986. – 1988.)
- Cave Kids (1996.)

### Igrani filmovi
- Obitelj Kremenko (eng. The Flintstones) (1994.)
- Obitelj Kremenko: Avanture u Rock Vegasu (engl. The Flintstones in Viva Rock Vegas) (2000.)

## Originalni glasovi
- Alan Reed kao Fred Flintstone
- Jean Vander Pyl kao Wilma Flintstone i Pebbles Flintstone
- Mel Blanc kao Barney Rubble i Dino
- Daws Butler kao Barney Rubble samo u pet epizoda 2. sezone: 1, 2, 5, 6 i 9
- Bea Benaderet (1. – 2. sezona) i Gerry Johnson (5. – 6. sezona) kao Betty Rubble
- Don Messick kao Bamm-Bamm Rubble i Hoppy

## Hrvatska verzija

### RTZ sinkronizacija
Kao prvi inozemni crtani film sinkroniziran u Hrvatskoj i cijeloj ondašnjoj SFRJ, serija se počela sinkronizirati 1968., kada se emitirala na RTZ-u (današnji HRT). Redateljica je bila Biserka Vučković.
- Fred Kremenko – glas je posudio Josip Bobi Marotti
- Barney Kamenko – glas je posudio Ivo Rogulja
- Wilma Kremenko – glas je posudila Zdenka Trach
- Betty Kamenko – glas je posudila Đurđa Ivezić
- Dino – glas je posudio Miro Šegrt

Ondašnji kontrolor zagrebačku je sinkronizaciju ocijenio najboljom u Europi. Zabilježeno je da je američki kontrolor tom prigodom rekao generalnom direktoru TV-a Zagreb Ivi Bojaniću da Kremenko u Marottijevoj prezentaciji ima sličan glas američkoj, a kad je kontrolor uživo vidio Marottija, spontano je prokomentirao: A što su Freda po Vama crtali?

### Sinkronizacija na VHS izdanjima 1990-ih
Devedesetih godina Zdenku Trach zamijenila je Branka Cvitković. Dakle, postava se nije mnogo promijenila i ovakva će ostati do daljnjega.
- Fred Kremenko – Josip Bobi Marotti
- Barney Kamenko – Ivo Rogulja
- Wilma Kremenko – Branka Cvitković
- Betty Kamenko – Đurđa Ivezić

Sinkronizirano je nekoliko epizoda s VHS kompilacija.
- Velike ljubavi crtića; Distribucija: PRO-BEL i VTI; Glavni urednici: Vesna Belko i Zdravko Karanović; 1996.
Epizoda: 113 (Momačka začaranost/Bachelor Daze)
Tonska obrada: Gama-Planet Studio
Režija: Gordana Hajni
Tonski snimatelji: Gordan Antić i Davor Omerza
- Ljubavna groznica; Distribcija: PRO-BEL I VTI; Glavni urednici: Vesna Belko i Zdravko Karanović; 1997 Epizoda: 21 (Love Letters on the Rocks) Tonska obrada: Gama-Planet Studio
Režija: Gordana Hajni
Tonski snimatelji: Gordan Antić i Davor Omerza
- Kremenko i prijatelji u svijetu športa; Distribucija: PRO-BEL i VTI; Glavni urednici: Vesna Belko i Zdravko Karanović; 1996.
Epizoda: 96 (Big League Freddie) i specijal Flintstones Little Big League
Tonska obrada: Alfa Film, kolovoz 1995.
Režija: Otokar Levaj
Tonski snimatelji: Vanja Marin i Zlatko Žugčić
- Kremenko i prijatelji u svijetu športa 2; Distribucija: PRO-BEL i VTI; Glavni urednici: Vesna Belko i Zdravko Karanović; 1996.
Epizoda: 140 (Surfin' Fred)
Tonska obrada: Alfa Film
Tonski snimatelji: Vanja Marin i Zlatko Žugčić
- Kremenko i prijatelji: Veliko putovanje; Distribucija PRO-BEL i VTI; Glavni urednici:  Vesna Belko i Zdravko Karanović; 1994. Epizoda 10 (Hollyrock, Here I Come) i 24 (The Long, Long Weekend) Tonska obrada: Alfa film Tonski snimatelji: Vanja Marin i Zlatko Žugčić
- Kremenko i prijatelji na odmoru; Distribucija PRO-BEL i VTI; Glavni urednici: Vesna Belko i Zdravko Karanović; 1995. Epizoda 56 (The Rock Vegas Story) i 105 (Fred El Terrifico) Tonska obrada: Alfa Film Zagreb Tonski snimatelji: Vanja Marin i Zlatko Žugčić
- Urnebesne bebe; Distribucija: PRO-BEL i VTI; Glavni urednici: Vesna Belko i Zdravko Karanović; 1996.
Epizode: 91 (Little Bamm-Bamm) i 124 (The Most Beautiful Baby in Bedrock)
Tonska obrada: Alfa Film
Režija: Gordana Hajni
- Dino i njegove avanture; Distribucija: PRO-BEL i VTI; Glavni urednici: Vesna Belko i Zdravko Karanović; 1995.
Epizode: 61 (Dino odlazi u Hollyrock/Dino Goes Hollyrock) i 92 (Dino je nestao/Dino Disappears)
Tonska obrada: Alfa Film
Tonski snimatelji: Vanja Marin i Zlatko Žugčić
- Zgode i nezgode obitelji Kremenko; Distribucija: PRO-BEL i VTI; Glavni urednici: Vesna Belko i Zdravko Karanović; 1994.
Epizoda: 1 (The Flintstone Flyer); 2 (Hot Lips Hannigan); 3 (The Swimming Pool); 4 (No Help Wanted)
Tonska obrada: Alfa Film
Tonski snimatelji: Vanja Marin i Zlatko Žugčić
- Kremenko i prijatelji: I. dio; Distribucija: PRO-BEL i VTI; Glavni urednici: Vesna Belko i Zdravko Karanović; 1997.
Epizoda: 89 (Ann Margrock Presents) i 150 (The Stonefinger Caper)
Tonska obrada: Gama-Planet Studio Zagreb
Tonski snimatelji: Godran Antić i Davor Omerza Režija Gordana Hajni
- Kremenko i prijatelji: II. dio; Distribucija: PRO-BEL i VTI; Glavni urednici: Vesna Belko i Zdravko Karanović; 1998.
Epizoda: 5 (The Split Personality) i 83 (The Blessed Event)
Tonska obrada: Gama-Planet Studio Zagreb
Tonski snimatelji: Godran Antić i Davor Omerza Režija Gordana Hajni
- Dosjei Kremenko; Epizode: 149 (The Gravelberry Pie King); 115 (Hop Happy); 104 (Ten Little Flintstones) Distribucija: PRO-BEL i VTI

### Sinkronizacija na DVD izdanjima 2000-ih
Sinkronizirane su kompletna prva i druga sezona. Za treću je sezonu nejasno (vidi dalje). Iz četvrte i pete sezone sinkronizirane su neke epizode.
- Obitelj Kremenko – prva sezona (svih 28 epizoda); Distribucija: Issa Film i Video; 2005.[3]
- Obitelj Kremenko – druga sezona (sve 32 epizode); Distribucija: Issa Film i Video; 2006.[3]
- Obitelj Kremenko – druga sezona (sve 32 epizode); Distribucija: Continental film; 2006.[3]
- Obitelj Kremenko: Božićna kompilacija (četiri epizode: 56, 66, 108, 128); Distribucija: Continental film[3]

Epizode s ovom sinkronizacijom prikazuju se na televiziji.
Kao što je već spomenuto, glasove posuđuju Bobi Marotti, Ivo Rogulja, Branka Cvitković i Đurđa Ivezić. Jedina su iznimka epizode 108 (Okupljanje izviđača) i 128 (Veliki prepovijesni kit), gdje Betty glas ne daje Đurđa Ivezić.

### Sinkronizacija treće sezone
U Hrvatskoj nikada na DVD-u nije izdana kompletna treća sezona (The Flintstones – The Complete Third Season), već samo jedna epizoda (66/Snijeg u očima) kao dio kompilacije Obitelj Kremenko: Božićna kompilacija.
Međutim, u Poljskoj je 2007. godine na DVD-u izdana kompletna treća sezona, a na izdanju se uz poljsku nalazi i hrvatska sinkronizacija.
Neke sinkronizirane epizode iz treće sezone prikazane su na televiziji.

### Čovjek zvan Kremenko (VHS)[2]
- Bobi Marotti – Fred
- Ivo Rogulja – Barney
- Branka Cvitković – Wilma
- Đurđa Ivezić – Betty

Ostali glasovi: Nada Rocco, Željko Duvnjak, Vlado Kovačić, Edo Peročević, Nedim Prohić, Ranko Tihomirović, Igor Mešin

Tonska obrada: Gama-Planet Studio

Režija: Gordana Hajni

Tonski snimatelji: Gordan Antić i Davor Omerza

Glavni urednici: Vesna Belko i Zdravko Karanović

Distribucija: PRO-BEL i VTI, 1996.

### Kremenkovi slave Božić (VHS)[2]
- Bobi Marotti – Fred
- Ivo Rogulja – Barney
- Branka Cvitković – Wilma
- Đurđa Ivezić – Betty

Ostali glasovi: Mirela Brekalo-Popović, Željko Duvnjak, Vlado Kovačić, Otokar Levaj i drugi

Tonska obrada: Alfa Film

Režija: Gordana Hajni

Tonski snimatelji: Vanja Marin i Zlatko Žugčić

Glavni urednici: Vesna Belko i Zdravko Karanović

Distribucija: PRO-BEL i VTI, 1994.
Na VHS kazeti se nalazi i epizoda: Kremenko i Lavosaur (Flintstone and the Lion) iz četvrte sezone (S04E19)

### Kremenko: Božićna pjesma (VHS)[2]
- Bobi Marotti – Fred
- Ivo Rogulja – Barney
- Branka Cvitković – Wilma
- Đurđa Ivezić – Betty

Ostali glasovi: Ivana Balić, Ana Jerbić, Željko Duvnjak, Vera Zima, Vlado Kovačić, Stjepan Martinčević Mikić, 
Edo Peročević, Nedim Prohić, Ranko Tihomirović

Tonska obrada: Gama-Planet Studio

Režija: Gordana Hajni

Tonski snimatelji: Gordan Antić, Davor Omerza
Glavni urednici: Vesna Belko i Zdravko Karanović
Distribucija: PRO-BEL i VTI, 1996.

### Obitelj Jetsons susreće obitelj Kremenko (VHS)
- Bobi Marotti – Fred
- Ivo Rogulja – Barney
- Branka Cvitković – Wilma
- Đurđa Ivezić – Betty
- i drugi

Distribucija: Issa Film i Video, 2002.

## Popis epizoda
| Broj                           | Hrvatski naziv                            | Originalni naziv                                         |
| PRVA SEZONA (1960. – 1961.)    | PRVA SEZONA (1960. – 1961.)               | PRVA SEZONA (1960. – 1961.)                              |
| ------------------------------ | ----------------------------------------- | -------------------------------------------------------- |
| 001                            | Fred i Barney letači                      | The Flintstone Flyer                                     |
| 002                            | Veličanstveni Hannigan                    | Hot Lips Hannigan                                        |
| 003                            | Bazen                                     | The Swimming Pool                                        |
| 004                            | Pomoć nije poželjna                       | No Help Wanted                                           |
| 005                            | Dvostruka ličnost                         | The Split Personality                                    |
| 006                            | Čudovište iz Tar Pitsa                    | The Monster from the Tar Pits                            |
| 007                            | Dadilje                                   | The Babysitters                                          |
| 008                            | Na utrkama                                | At the Races                                             |
| 009                            | Zaručnički prsten                         | The Engagement Ring                                      |
| 010                            | Hollyrock, dolazim!                       | Hollyrock, Here I Come                                   |
| 011                            | Šampion golfa                             | The Golf Champion                                        |
| 012                            | Listić od oklade                          | The Sweepstakes Ticket                                   |
| 013                            | Automobilistički restoran                 | The Drive-in                                             |
| 014                            | Sumnjivac                                 | The Prowler                                              |
| 015                            | Izlazak djevojaka                         | The Girls Night Out                                      |
| 016                            | Sat plesa Arthura Quarryja                | Arthur Quarry’s Dance Class                              |
| 017                            | Velika pljačka banke                      | The Big Bank Robbery                                     |
| 018                            | Lovci snorkasaurusa                       | The Snorkasaurus Hunter                                  |
| 019                            | Vrući klavir                              | The Hot Piano                                            |
| 020                            | Hipnotizer                                | The Hypnotist                                            |
| 021                            | Ljubavna pisma s ledom                    | Love Letters on the Rocks                                |
| 022                            | Magnat                                    | The Tycoon                                               |
| 023                            | Ludi astronauti                           | The Astra’ Nuts                                          |
| 024                            | Dugačak, dugačak vikend                   | The Long, Long Weekend                                   |
| 025                            | U tijestu                                 | In the Dough                                             |
| 026                            | Dobar izviđač                             | The Good Scout                                           |
| 027                            | Soba za iznajmljivanje                    | Rooms for Rent                                           |
| 028                            | Fred Kremenko: Prije i kasnije            | Fred Flintstone: Before and After                        |
| DRUGA SEZONA (1961. – 1962.)   |                                           |                                                          |
| 029                            | Pisac hitova                              | The Hit Song Writers                                     |
| 030                            | Klonuli Kremenko                          | Droop Along Flintstone                                   |
| 031                            | Autobus koji nedostaje                    | The Missing Bus                                          |
| 032                            | Alvin Brickrock predstavlja               | Alvin Brickrock Presents                                 |
| 033                            | Fred Kremenko se udvara                   | Fred Flintstone Woos Again                               |
| 034                            | Priča iz Kamengrada                       | The Rock Quarry Story                                    |
| 035                            | Kameni mekana srca                        | The Soft Touchables                                      |
| 036                            | Kremenko iz Prinstonea                    | Flintstone of Prinstone                                  |
| 037                            | Mala bijela laž                           | The Little White Lie                                     |
| 038                            | Društveni položaj                         | Social Climbers                                          |
| 039                            | Izbor ljepote                             | The Beauty Contest                                       |
| 040                            | Bal pod maskama                           | The Masquerade Ball                                      |
| 041                            | Izlet                                     | The Picnic                                               |
| 042                            | Gost u kući                               | The House Guest                                          |
| 043                            | Priča o super vidu                        | The X-Ray Story                                          |
| 044                            | Kockar                                    | The Gambler                                              |
| 045                            | Zvijezda je skoro rođena                  | A Star is Almost Born                                    |
| 046                            | Zabavljač                                 | The Entertainer                                          |
| 047                            | Wilmin nestali novac                      | Wilma’s Vanishing Money                                  |
| 048                            | Svađa i pomirenje                         | Feudin’ and Fussin’                                      |
| 049                            | Neumjesne šale                            | Impractical Joker                                        |
| 050                            | Operacija Barney                          | Operation Barney                                         |
| 051                            | Sretno domaćinstvo                        | The Happy Household                                      |
| 052                            | Fred uzvraća udarac                       | Fred Strikes Out                                         |
| 053                            | Ovo je tvoj spasitelj                     | This is Your Lifesaver                                   |
| 054                            | Nevolje s obitelji                        | Trouble-In-Law                                           |
| 055                            | Stiže poštar                              | The Mailman Cometh                                       |
| 056                            | Priča iz Rock Vegasa Provod u Rock Vegasu | The Rock Vegas Story                                     |
| 057                            | Svakako svojim jedrima                    | Divided We Sail                                          |
| 058                            | Kleptomanijak                             | Kleptomaniac Caper                                       |
| 059                            | Latino ljubavnik                          | Latin Lover                                              |
| 060                            | Odlazak na utakmicu                       | Take Me Out to the Ball Game                             |
| TREĆA SEZONA (1962. – 1963.)   |                                           |                                                          |
| 061                            | Dino odlazi u Hollyrock                   | Dino Goes Hollyrock                                      |
| 062                            |                                           | Fred’s New Boss                                          |
| 063                            |                                           | Barney The invisible                                     |
| 064                            |                                           | The Bowling Ballet                                       |
| 065                            |                                           | The Twitch                                               |
| 066                            | Snijeg u očima                            | Here’s Snow in Your Eyes                                 |
| 067                            |                                           | The Buffalo Convention                                   |
| 068                            |                                           | The Little Stranger                                      |
| 069                            |                                           | Baby Barney                                              |
| 070                            |                                           | Hawaiian Escapade                                        |
| 071                            |                                           | Ladies’ Day                                              |
| 072                            |                                           | Nuttin’ But the Tooth                                    |
| 073                            |                                           | High School Fred                                         |
| 074                            |                                           | Dial S for Suspicion                                     |
| 075                            |                                           | Flash Gun Freddie                                        |
| 076                            |                                           | The Kissing Burglar                                      |
| 077                            |                                           | Wilma, the Maid                                          |
| 078                            |                                           | The Hero                                                 |
| 079                            |                                           | The Surprise                                             |
| 080                            |                                           | Mother-In-Law’s Visit                                    |
| 081                            |                                           | Foxy Grandma                                             |
| 082                            |                                           | Fred’s New Job                                           |
| 083                            | Blagoslovljeni događaj                    | The Blessed Event                                        |
| 084                            |                                           | Carry On, Nurse Fred                                     |
| 085                            |                                           | Ventriloquist Barney                                     |
| 086                            |                                           | The Big Move                                             |
| 087                            |                                           | Swedish Visitors                                         |
| 088                            |                                           | The Birthday Party                                       |
| ČETVRTA SEZONA (1963. – 1964.) |                                           |                                                          |
| 089                            |                                           | Ann Margrock Presents                                    |
| 090                            |                                           | Groom Gloom                                              |
| 091                            |                                           | Little Bamm-Bamm                                         |
| 092                            | Dino je nestao                            | Dino Disappears                                          |
| 093                            |                                           | Fred’s Monkeyshines                                      |
| 094                            |                                           | The Flintstone Canaries                                  |
| 095                            |                                           | Glue for Two                                             |
| 096                            |                                           | Big League Freddie                                       |
| 097                            |                                           | Old Lady Betty                                           |
| 098                            |                                           | Sleep On, Sweet Fred                                     |
| 099                            |                                           | Kleptomaniac Pebbles                                     |
| 100                            |                                           | Daddy’s Little Beauty                                    |
| 101                            |                                           | Daddies Anonymous                                        |
| 102                            |                                           | Peek-a-Boo Camera                                        |
| 103                            |                                           | Once Upon a Coward                                       |
| 104                            |                                           | Ten Little Flintstones                                   |
| 105                            |                                           | Fred El Terrifico                                        |
| 106                            |                                           | Bedrock Hillbillies                                      |
| 107                            | Kremenko i Lavosaur                       | Flintstone and the Lion                                  |
| 108                            | Okupljanje izviđača                       | Cave Scout Jamboree                                      |
| 109                            |                                           | Room for Two                                             |
| 110                            |                                           | Ladies’ Night at the Lodge                               |
| 111                            |                                           | Reel Trouble                                             |
| 112                            |                                           | Son of Rockzilla                                         |
| 113                            | Momačka začaranost                        | Bachelor Daze                                            |
| 114                            |                                           | Operation Switchover                                     |
| PETA SEZONA (1964. – 1965.)    |                                           |                                                          |
| 115                            |                                           | Hop Happy                                                |
| 116                            |                                           | Monster Fred                                             |
| 117                            |                                           | Itty Biddy Freddy                                        |
| 118                            |                                           | Pebbles’s Birthday Party                                 |
| 119                            |                                           | Bedrock Rodeo Round-Up                                   |
| 120                            |                                           | Cinderella Stone                                         |
| 121                            |                                           | A Haunted House is Not a Home                            |
| 122                            |                                           | Dr. Sinister                                             |
| 123                            |                                           | The Gruesomes                                            |
| 124                            |                                           | The Most Beautiful Baby in Bedrock                       |
| 125                            |                                           | Dino and Juliet                                          |
| 126                            |                                           | King for a Night                                         |
| 127                            |                                           | Indianrockolis 500                                       |
| 128                            | Veliki prepovijesni kit                   | Adobe Dick                                               |
| 129                            |                                           | Christmas Flintstone                                     |
| 130                            |                                           | Fred’s Flying Lesson                                     |
| 131                            |                                           | Fred’s Second Car                                        |
| 132                            |                                           | Time Machine                                             |
| 133                            |                                           | The Hatrocks and the Gruesomes                           |
| 134                            |                                           | Moonlight and Maintenance                                |
| 135                            |                                           | Sheriff for a Day                                        |
| 136                            |                                           | Deep in the Heart of Texarock                            |
| 137                            |                                           | The Rolls Rock Caper                                     |
| 138                            |                                           | Superstone                                               |
| \|139                          |                                           | Fred Meets Hercurock                                     |
| 140                            |                                           | Surfin’ Fred                                             |
| ŠESTA SEZONA (1965. – 1966.)   |                                           |                                                          |
| 141                            |                                           | No Biz Like Show Biz                                     |
| 142                            |                                           | The House that Fred Built                                |
| 143                            |                                           | The Return of Stony Curtis                               |
| 144                            |                                           | Disorder in the Court                                    |
| 145                            |                                           | Circus Business                                          |
| 146                            |                                           | Samantha                                                 |
| 147                            |                                           | The Great Gazoo                                          |
| 148                            |                                           | Rip Van Flintstone                                       |
| 149                            |                                           | The Gravelberry Pie King                                 |
| 150                            |                                           | The Stonefinger Caper                                    |
| 151                            |                                           | The Masquerade Party                                     |
| 152                            |                                           | Shinrock-A-Go-Go                                         |
| 153                            |                                           | Royal Rubble                                             |
| 154                            |                                           | Seeing Doubles                                           |
| 155                            |                                           | How to Pick a Fight With Your Wife Without Really Trying |
| 156                            |                                           | Fred Goes Ape                                            |
| 157                            |                                           | The Long, Long, Long Weekend                             |
| 158                            |                                           | Two Men on a Dinosaur                                    |
| 159                            |                                           | The Treasure of Sierra Madrock                           |
| 160                            |                                           | Curtain Call at Bedrock                                  |
| 161                            |                                           | Boss for a Day                                           |
| 162                            |                                           | Fred’s Island                                            |
| 163                            |                                           | Jealousy                                                 |
| 164                            |                                           | Dripper                                                  |
| 165                            |                                           | My Fair Freddy                                           |
| 166                            |                                           | The Story of Rocky’s Raiders                             |

## Zanimljivosti
- Povodom pedesete obljetnice Obitelji Kremenko web pretraživač Google 30. rujna 2010. na svoju je početnu stranicu stavio logo s temom serije.

## Vanjske poveznice
- The Flintstones (IMDb)